# Руо, Жоашен
Жоашен Руо́ (фр. Joachim Rouault; ок. 1409  — 1478 ), сеньор Буаменара, Гамаша, Шатийона и Фронсака (seigneur de Boismenart, de Gamaches, de Châtillon et de Fronsac) — маршал Франции, участник заключительного этапа Столетней войны, первый оруженосец Людовика XI.

## Биография
Сын Жана Руо (Jean Rouault), сеньора Буа-Менара (Bois-Mesnard, ныне Пузож (Pouzauges) в Вандее), погибшего в битве при Вернёе (1424), и Жанны дю Белле, дамы Коломбье (Jeanne du Bellay, dame du Colombier) из рода Белле.
В 1448 году участвовал в походе в Нормандию, способствовал поражению англичан при Форминьи и овладел несколькими крепостями.
В 1452 г. Руо принимал участие в осаде Кастильона, затем содействовал завоеванию Арманьяка.
В 1461 г. Руо был назначен маршалом Франции, в 1471 г. — губернатором Парижа.